# 達邦村
達邦村是中華民國嘉義縣阿里山鄉的一個村。

## 歷史
達邦村為鄒族達邦社和特富野社世居之地，兩社建立年代約在清治初期，清初稱之為踏枋，清末則改為達邦。達邦社1904年計有18戶312人，特富野社18戶227人；1946年達邦社增至49戶309人，特富野社54戶319人。達邦村曾為鄉公所駐地，2004年鄉公所遷至樂野村，僅保留鄉圖書館。

## 地理
達邦村位於阿里山鄉中部，東鄰中山村，西連樂野村和里佳村，北與十字村相接，南以楠梓仙溪界高雄市桃源區梅山里和那瑪夏區達卡努瓦里，分為12鄰，主要聚落為達邦、特富野，以最大的達邦社命名。
全村地形中間高南北低，聚落集中於西北部河谷地區，主要河流有後大埔溪、特富野溪、長谷溪，三條溪在達邦聚落一帶會流成曾文溪，霞山以南為人烟稀少的楠梓仙溪流域，屬高屏溪水系。

## 聚落

### 達邦部落
達邦部落屬1－5鄰，在特富野溪、長谷溪匯入後大埔溪處的河階上，海拔約955公尺，下有達德安（第6鄰）、尼亞湖（第7鄰）二小社。

### 特富野部落
特富野部落又名阿里山社、肚武嘮大社，屬8－11鄰，在曾文溪南岸一處山稜的高位河階上，海拔約1025公尺，如今，下有祝娃娜（第11鄰）、巴沙娜（第12鄰）二小社。

## 設施
- 達邦國小：位於達邦社的南方，面積0.4071公頃，前身為日治時期設立的教育所，後改設阿里山鄉中心小學，為台灣第一所原住民小學[1]。

- 達邦遊客中心：2016年初開幕，為遊客提供食宿，另陳列有鄒族傳統陀螺，可占卜運氣。[6]

| 達邦村在阿里山鄉的位置 |
| 達邦村                 |

## 交通
幸福阿里山3路巴士是嘉義縣首條全預約的巴士路線，自台18線十字路站發車，停靠巴沙娜、特富野、達邦，終點站為里佳，開放每週二、三、四的上午8點至下午4點，每日2班次的預約班車。

## 景點
- 特富野古道：特富野古道全長6.32公里，是中華民國國家級自然步道，為山海圳國家綠道重要路段，原為日治時期為採伐木材修築的阿里山鐵路支線「水山線」，目前仍保有部分枕木鐵軌與鐵道棧橋，2001年林管處將古道整建成登山步道。[8]

- 二二八紀念碑：位於達邦社的二二八紀念碑建立於1996年，以嘉義市1989年建立的二二八紀念碑為樣板縮小尺寸，為全台海拔最高的二二八紀念碑。[9]

- 鄒族傳統家屋：鄒族傳統家屋以木頭綁結及柱頂樑組成屋架，達邦村境内保留有大量鄒族傳統家屋。[10]

- 鬼湖：鬼湖為一堰塞湖，由於夜晚常有動物嚎聲而得名，現已闢為公園，湖畔種植了梅、櫻、桃、李，周圍的森林裡則遍佈愛玉子及山蘇。[11]